# Битва при Сен-Кантене (1557)
Битва при Сен-Кантене 10 августа 1557 года — сражение между испанскими и французскими войсками в ходе Восьмой Итальянской войны (1551—1559).

## Кампания 1557 года на Северном театре
В конце 1556 года французы разорвали Восельское перемирие и возобновили военные действия. На севере перемирие было нарушено в январе 1557. Губернатор Пикардии адмирал Колиньи 6 января неудачно атаковал Дуэ, и в том же месяце овладел Лансом. 31 января была торжественно объявлена новая война.
Испанцы ответили на набеги Колиньи адекватными действиями на границе Пикардии и Шампани. Положение Испании было сложным, поскольку 1 января 1557 было объявлено государственное банкротство, но к 23 июля под Мариенбургом была собрана армия герцога Эммануэля Филиберта Савойского из 35 тыс. пехоты и 12 тыс. кавалерии, к которой должны были присоединиться 10 тыс. англичан (Мария Тюдор 7 июня объявила войну Франции).

## Осада Сен-Кантена
Проведя несколько обманных манёвров под Мариенбургом, Рокруа и Ла-Капелем, герцог направился к Сен-Кантену, гарнизон которого был ослаблен выделением отряда для Итальянского похода Франсуа де Гиза. 2 августа кавалерия окружила город со всех сторон.
Сен-Кантен располагался амфитеатром на правом берегу Соммы и продолжался на левом берегу пригородом Л’Иль. Город защищали старые укрепления, расположенные к северо-востоку и юго-западу на господствующих высотах, и понижавшиеся в других частях города. Вверх и вниз по течению река разделялась на несколько рукавов, образуя болотистые заводи. Население в 7—8 тыс. человек было недостаточным для обороны укреплений, окружностью в лье, поэтому Колиньи в ночь на 3 августа проник в город с 300 пехотинцами и 600 кавалеристами.

## Наступление Монморанси
Экспедиция Гиза оставила Францию без солдат, и коннетаблю Монморанси едва удалось собрать 20 тыс. человек в Пьерпоне, откуда он 3 августа продвинулся до Ла-Фера, чтобы сохранить коммуникации с племянником. Монморанси двинул на помощь Сен-Кантену части маршала Сент-Андре, принца Конде и генерал-полковника пехоты д’Андело. Тот попытался прорваться к городу, но был отброшен английской гвардией. Сам Монморанси выяснил, что можно добраться до Сен-Кантена через болота к югу от Соммы, и стал готовить лодки для переправы.
8 августа коннетабль покинул Ла-Фер с 6-тыс. отрядом, построил его в боевой порядок у Эссиньи-ле-Грана, а сам со своими лейтенантами Конде и Невером, сыном Франсуа, шурином Вилларом и племянником д’Андело рекогносцировал берега Соммы. Монморанси обнаружил, что с юга город обложен не так плотно, как с севера и востока, но его действия не остались незамеченными противником.
Коннетабль планировал провести демонстрацию на левом берегу Соммы, чтобы оттянуть внимание Эммануэля-Филиберта к западу, перебросить 2 тыс. бойцов Андело на лодках через болота, а затем начать отступление. Поскольку основная масса войск противника была сосредоточена выше по течению Соммы, этот замысел имел шансы на успех при нескольких условиях: быстроте, внезапности и достаточном прикрытии.

## Попытка прорыва блокады

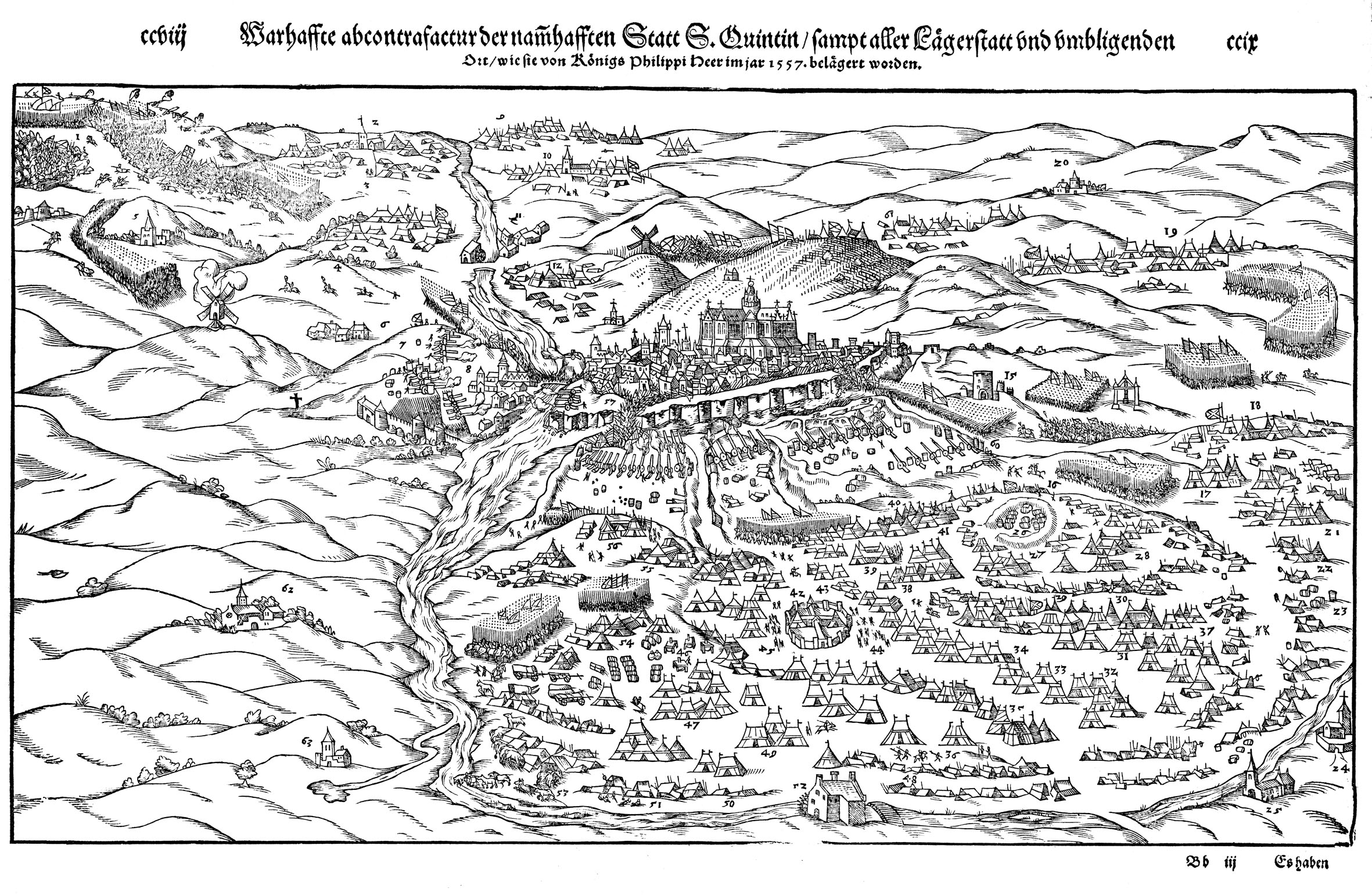
Битва при Сен-Кантене

Монморанси действовал слишком медленно и потерял много времени на подготовку переправы. После захода солнца 9 августа 15 рот французской пехоты, 22 роты немецкой с 4 большими орудиями, 4 кулевринами и 4 маленькими пушками выступили из Ла-Фера. Утром 10-го коннетабль присоединился к ним с 500 тяжеловооружёнными всадниками и 1000 шеволежерами. В девять часов утра его армия выстроилась в боевой порядок у Гоши, на берегу Соммы, фронтом к Л’Илю, занятому 14 испанскими терсио. С другой стороны Соммы, справа от Сен-Кантена, у Рокура, стояли части Эммануэля-Филиберта, а севернее войска графа Эгмонта. Чтобы обеспечить свой правый фланг от возможного обходного манёвра противника, Монморанси приказал Конде занять мельницу, возвышавшуюся над шоссе на Рувруа, но сам этот пункт с переправой через реку занят не был.
Маршал Сент-Андре начал артиллерийский обстрел позиций герцога Савойского, заставив того отступить на север, к расположению Эгмонта. Это было хорошее начало, но по чьей-то глупости лодки, предназначенные для переправы, поставили в самый хвост армии, и коннетаблю пришлось два часа их дожидаться. К этому времени перемещение войск по болоту превратило подходы к воде в сплошную топкую грязь, и большинство посудин увязло в ней, в результате чего в город удалось переправить лишь несколько сот человек.

## Разгром французов
Задержка погубила всё. Конде, которого с рейнграфом и конными аркебузирами отправили перекрыть узкие проходы у Рувруа, слал тревожные донесения. Эммануэль-Филиберт, ещё накануне бывший настороже, правильно оценил ситуацию и, обойдя Сен-Кантен, вышел к Рувруа с востока. После нескольких настойчивых просьб принца Монморанси направил к нему герцога Неверского с тремя ротами, но было уже поздно. Испанцы, переправившись через Сомму по малоизвестному броду, бросили против обсервационного отряда Конде и Невера восемь эскадронов, отрезав его от основных сил, а затем обрушились на растянутые порядки коннетабля.
Французы были опрокинуты почти без боя и начали быстро отходить к Ла-Феру под прикрытием кавалерии, которую с флангов и в лоб атаковали от тысячи до двух тысяч кавалеристов противника под командованием Эгмонта, герцога Брауншвейгского, графов ван Хорна, Мансфельда, Хогстратена и де Лалена.
Отступая, Монморанси отклонился вправо, к лесу Жиберкур, и между Эссиньи и Лизеролем попытался занять оборону, выстроив пехоту в каре. Испанцы прорвали его артиллерийским огнём, и после четырёхчасового сражения всё было кончено. Войска в панике бежали, все орудия, кроме двух пушек, увезённых Бурдийоном в Ла-Фер, были потеряны. В лье от города испанцы прекратили преследование.

## Потери
В свалке погибли граф Энгиенский, виконт Тюренн, 600 дворян, 2500 солдат. Невер, Конде и Франсуа де Монморанси добрались до Ла-Фера. 4—5 тыс. было ранено, 6 тыс. попали в плен, в том числе коннетабль, получивший тяжёлую рану в пах, маршал Сент-Андре, герцоги де Монпансье и де Лонгвиль, Лудовико Гонзага, рейнграф, Монберон, Ларошфуко, опасно раненый Виллар, Гонто-Бирон — цвет французской знати.
Для Франции поражение под Сен-Кантеном было военной катастрофой; по сообщениям хронистов, Эммануэль Филиберт и король Испании планировали наступать на беззащитный Париж, чтобы продиктовать Генриху условия мира. В действительности наступление организовать не удалось, поскольку обеспечить снабжение 55-тыс. армии на таком протяженном маршруте было весьма затруднительно. Ещё одной причиной задержки была необходимость взятия Сен-Кантена.

## Падение Сен-Кантена
В безнадёжном положении Колиньи сделал всё, что мог, продержавшись больше двух недель в слабо укреплённом городе с небольшим гарнизоном. 15 августа испанцы поставили брешь-батарею из 46 тяжёлых орудий против восточной стены. В городе не хватало продовольствия и начались разговоры о сдаче. 21 августа Колиньи изгнал из Сен-Кантена 500—600 больных, женщин и стариков. Эти люди не были пропущены противником и погибли в крепостных рвах.
25 августа испанцы овладели восточным рвом. К 26-му сосредоточенный огонь артиллерии сделал своё дело, пробив в стенах 11 брешей. 27-го начался общий штурм, и сил защитников не хватило для обороны всех проломов. Испанский капитан, атаковавший одну из брешей, ударил обороняющимся в спину и ворвался в город, павший в несколько мгновений. Колиньи сдался; город, несмотря на попытки Филиппа II помешать расправе, был полностью разрушен, а население вырезано.

## Окончание кампании

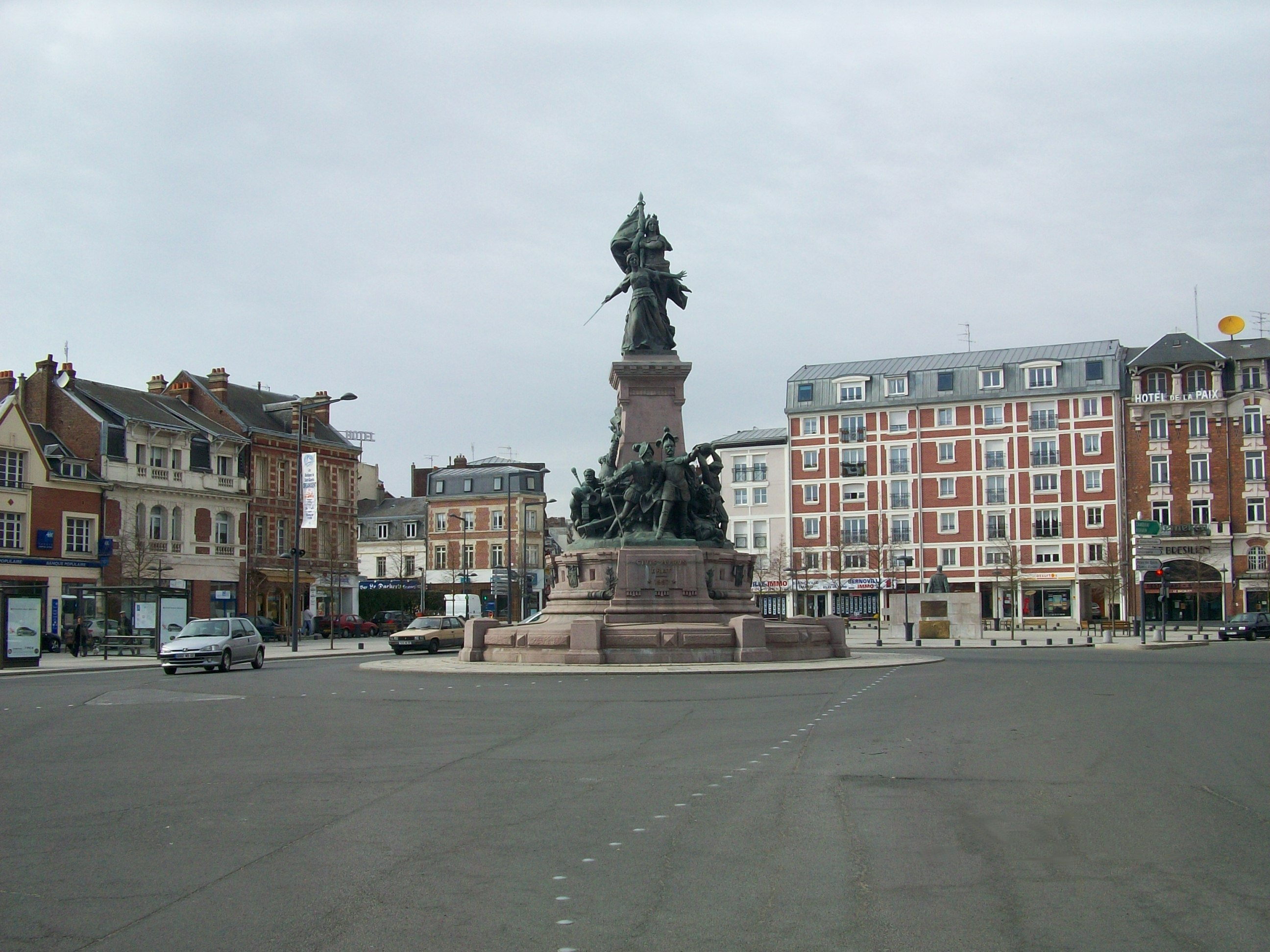
Памятник обороне Сен-Кантена, установленный в 1897 году

Затем испанцы взяли городки Ам, Ле-Катле, а в октябре Нуайон, который также был разрушен до основания. К этому времени Генрих созвал бан и арьербан, Париж ещё 12 августа выделил 300 тыс. ливров на войну и был приведён в состояние обороны.
6 октября Гиз прибыл в Сен-Жермен-ан-Ле. В сравнении с позором Сен-Кантена его неаполитанское поражение было небольшой неудачей. Группировка Монморанси была совершенно дискредитирована, влияние сторонников Колиньи также пошатнулось, и герцог, за отсутствием соперников, был назначен командующим в ранге генерал-лейтенанта. В конце октября он прибыл на театр военных действий с 50-тыс. армией. К этому времени у Эммануэля Филиберта полностью закончились деньги, он объявил, что «не знает, как быть», и в ноябре распустил свои войска.

## Комментарии
1. ↑  После битвы при Сен-Кантене на соединение с испанцами подошла 10-тыс. английская армия графа Пембрука, принявшая затем участие в штурме города